# Rafał Niedzielski (piłkarz ręczny)
Rafał Niedzielski (ur. 02 września 1978 w Płocku) – polski piłkarz ręczny, lewoskrzydłowy, wychowanek Orlen Wisła Płock. Karierę sportową zakończył w 2016 roku.

## Kariera sportowa

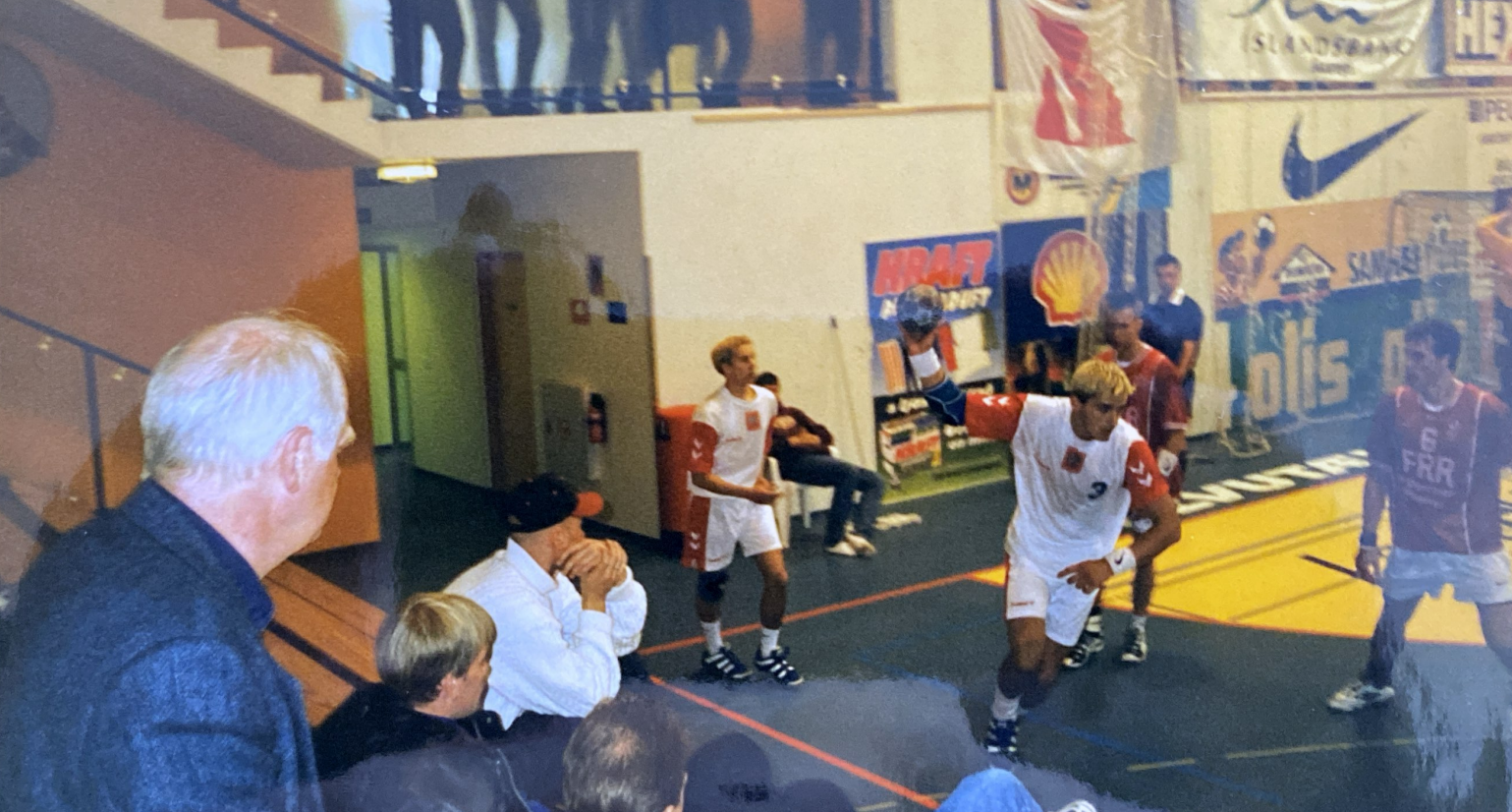
Eliminacje MŚ. Polska-Dania(1997)

Wychowanek Wisły Płock, z którą odnosił sukcesy jako junior i senior, m.in. zdobył mistrzostwo i wicemistrzostwo Polski juniorów. W 1997r. został najlepszym lewoskrzydłowym Mistrzostw Polski Juniorów Starszych; był młodzieżowym reprezentantem Polski U-21, brał udział w eliminacjach do MŚ w Islandii w 1997r.
W seniorach Wisły Płock zadebiutował w 1997r. w wygranym meczu o Puchar Polski z Iskrą Kielce. Z płockim klubem dwukrotnie zdobył wicemistrzostwo Polski, brązowy medal i czterokrotnie wywalczył puchar kraju, występował w europejskich pucharach (Puchar EHF).

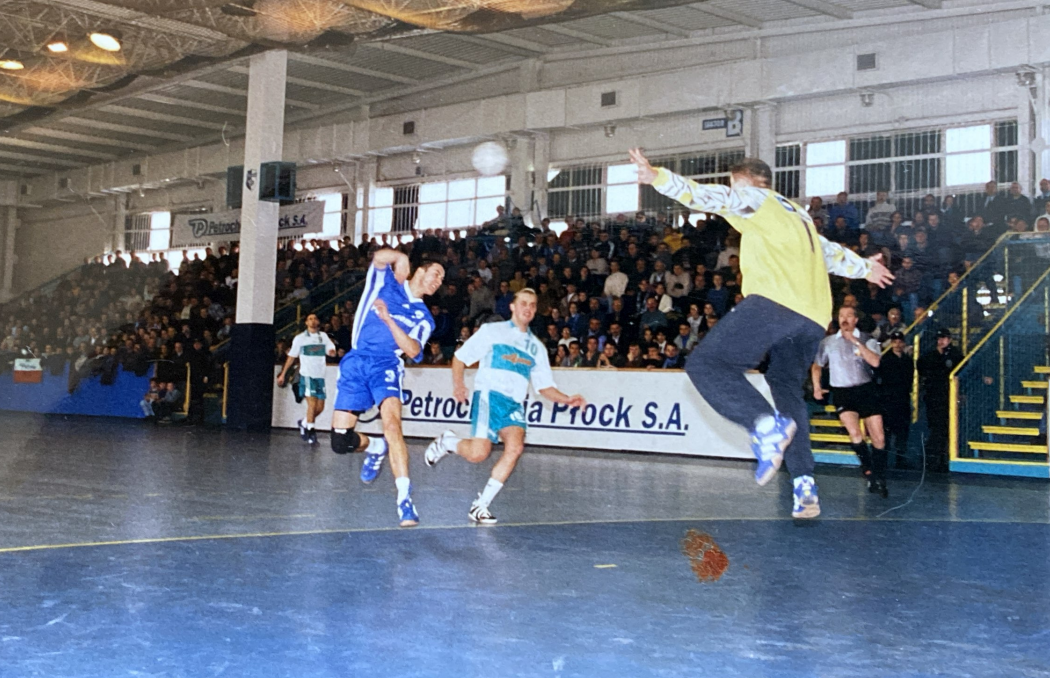
Petrochemia Płock - Zagłębie Lubin (1999)

W latach 1997–2001 był zawodnikiem Wisły Płock (w sezonie 1999/2000 był wypożyczony do AZS-AWF Biała Podlaska), w latach 2001-2003 reprezentował KS AZS-AWF Warszawa.
14 września 2002 roku, w meczu przeciwko Piekarom Śląskim, zdobył swoją setną bramkę w Ekstraklasie. W latach 2003–2010 występował w WKS Grunwald Poznań. W sezonie 2007/2008, reprezentując klub WKS Grunwald Poznań, rozegrał 20 spotkań i rzucił 147 bramek, zajął 2. miejsce w klasyfikacji najlepszych strzelców I ligi (gr. A). W sezonie 2008/2009 rozegrał 22 spotkania i rzucił 139 bramek, zajmując 4 miejsce w klasyfikacji najlepszych strzelców I ligi (gr. A). W sezonie 2010/2011 występował w klubie Ostrovia Ostrów Wielkopolski, a po sezonie w Ostrowie przeszedł do klubu MKS Kalisz (2011/2012). W latach 2012–2016 reprezentował MKS Poznań, gdzie w 2016r. zakończył swoją sportową karierę.

## Osiągnięcia
Drużynowe

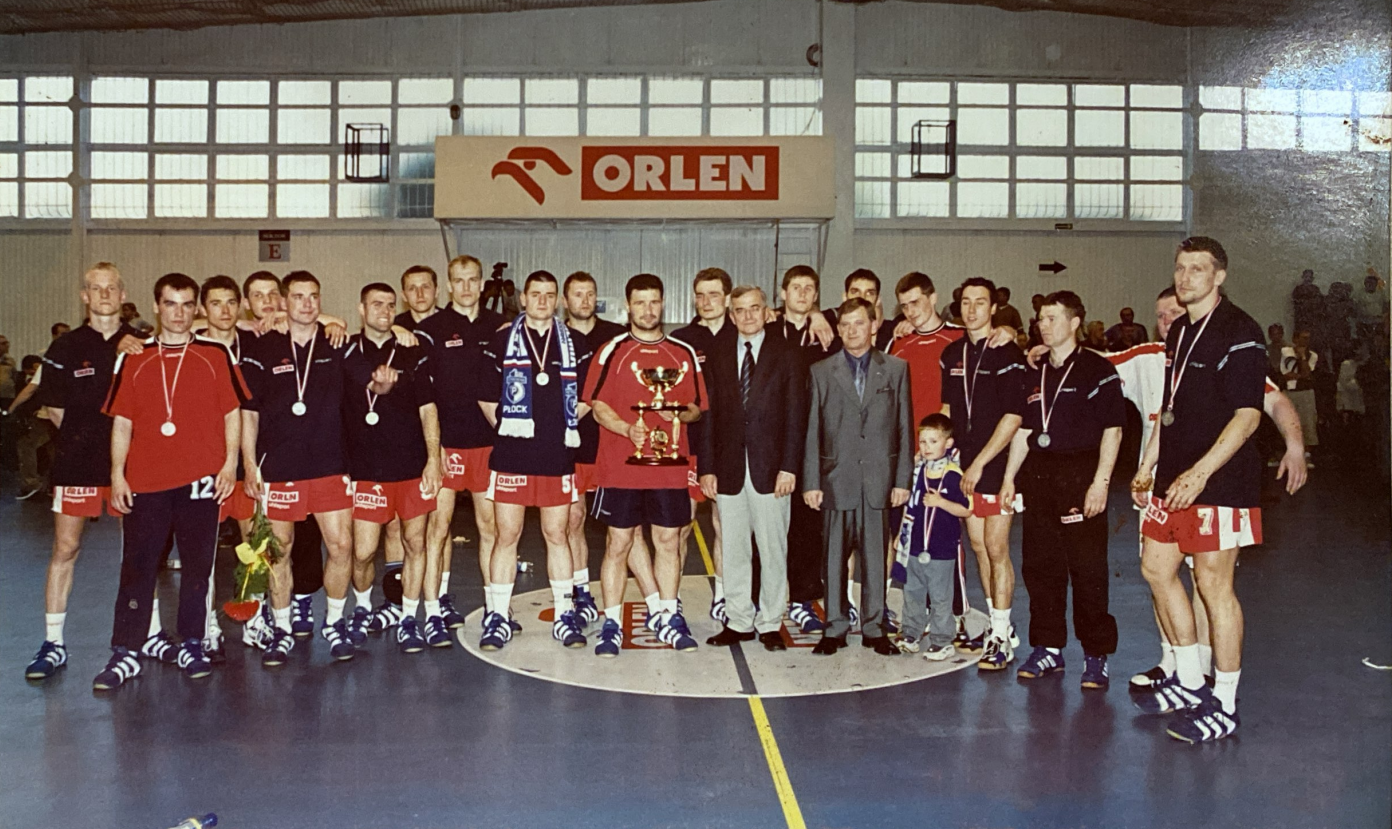
Wicemistrz Polski - Orlen Wisła Płock (2001)

- Wicemistrzostwo Polski: 1999[18], 2001[6]
- Brązowy medal Mistrzostw Polski: 1998[19]
- Puchar Polski: 1997[5], 1998[7], 1999[8], 2001[6]

Indywidualne
- Najlepszy lewoskrzydłowy Mistrzostw Polski Juniorów Starszych - 1997r.[4]
- 2. miejsce w klasyfikacji najlepszych strzelców I ligi (gr. A), sezon 2007/2008[16]
- 4. miejsce w klasyfikacji najlepszych strzelców I ligi (gr. A), sezon 2008/2009[17]